# Carteolol
Carteolol es el nombre genérico de un medicamento que actúa como antagonista de los receptores beta-adrenérgicos y es uno de los beta bloqueantes que tiene afinidad tanto por receptores beta-1 como beta-2.

## Indicaciones
El carteolol se indica para el tratamiento de la glaucoma, especialmente efectivo para pacientes que requieren tratamiento crónico, porque reduce la presión intraocular. El carteolol posee actividad simpaticomimético intrínseca.
El carteolol tiene una acción de protección contra las células endoteliales de la córnea humana inducida por radiación ultravioleta. Su capacidad de eliminación de radicales puede ser una base importante de este efecto.

## Efectos adversos
El carteolol está contraindicado en pacientes con bradicardia, bloqueo auriculoventricular o insuficiencia cardíaca. Entre los efectos secundarios más frecuentes se han reportado acidez, dolor, eritema, sensación de sequedad ocular y picazón.